# Rudolf von Güttingen
Rudolf von Güttingen († 9. September 1226 in Rom) war ab 1220 Abt von St. Gallen und von 1224 bis zu seinem Tod Bischof von Chur. Urkundlich erstmals fassbar ist er 1208.
Rudolf entstammte dem Adelsgeschlecht von Güttingen aus dem Thurgau. Er war seit 1208 Mönch, wurde 1211 Propst, 1219 Dekan und Cellerar, 1220 Abt von St. Gallen. Nach dem Tod des Churer Bischofs Arnold von Matsch kam es zu einer Doppelwahl durch das Domkapitel. Die beiden Gewählten, Heinrich von Rialt und Albert von Güttingen, ein Bruder Rudolfs, starben jedoch schon 1223, vor einer Entscheidung des Papstes. Rudolf wurde spätestens 1224 Bischof von Chur. Papst Honorius III. erlaubte ihm am 23. Februar 1224 noch weitere drei Jahre Abt von St. Gallen zu bleiben. Sein aufwendiger Lebensstil führte zur Verschuldung von Abtei und Hochstift. 1226 begleitete er Kaiser Friedrich II. nach Italien, wo er in Rom einem Fieber erlag. Er wurde in der Laterankirche beigesetzt.